# تم سرنی (ساردنی)
تم سرنی (ساردنی) مربوط به هزاره ۱- دوره ساسانیان است و در شهرستان جیرفت، روستای سزی واقع شده و این اثر در تاریخ ۱ فروردین ۱۳۴۵ با شمارهٔ ثبت ۵۰۵ به‌عنوان یکی از آثار ملی ایران به ثبت رسیده است.